# Frontière entre le Cap-Vert et le Sénégal

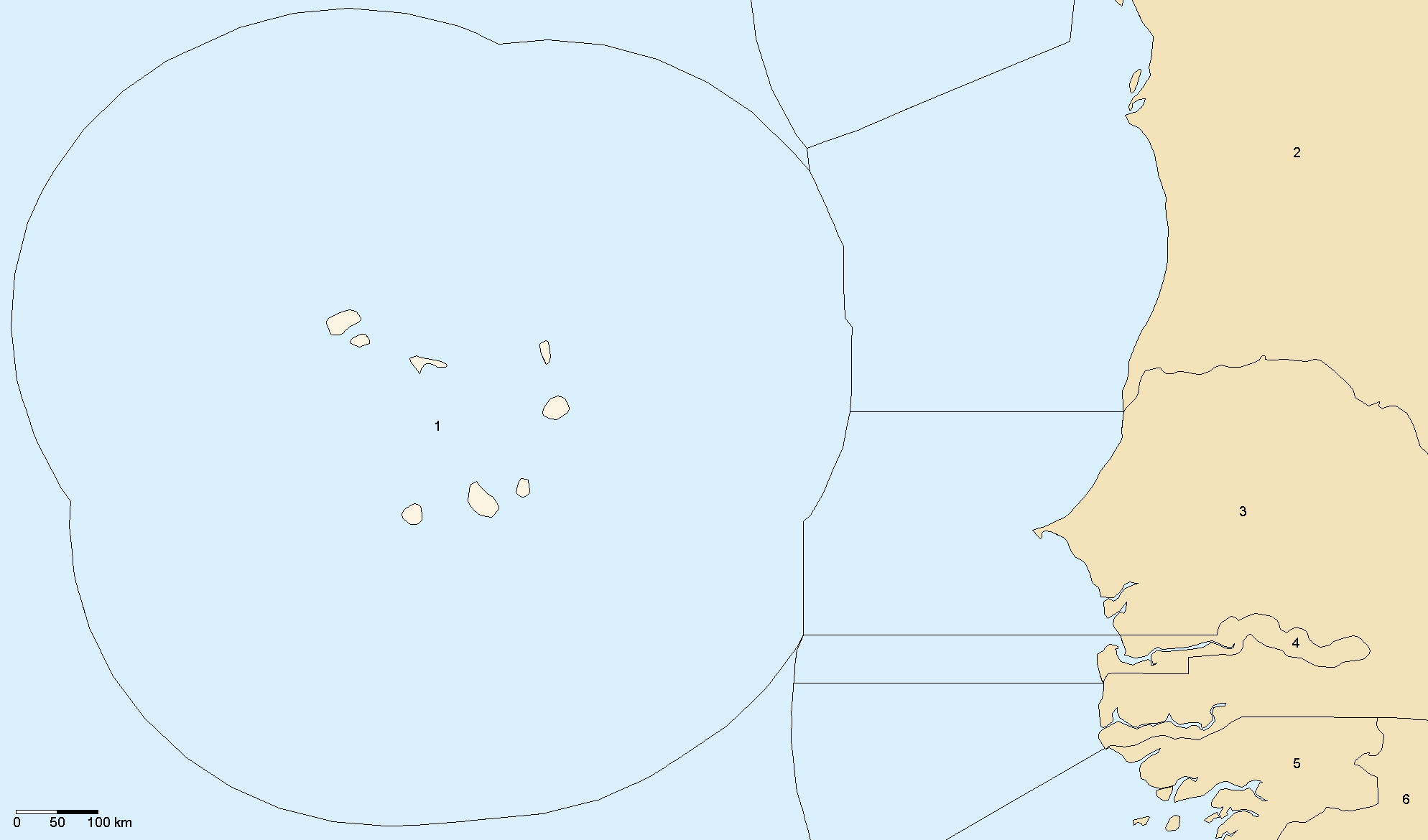
ZEE du Cap-Vert

La frontière entre le Cap-Vert et le Sénégal consiste en un segment maritime dans l'océan Atlantique au large de Dakar. Cette frontière est définie par la règle d'équidistance entre les deux pays et inscrite dans un traité signé en février 2003
Les segments maritimes linéaires sont définis par huit points de coordonnées individuels.
- Point A : 13° 39' 00" Nord, 20° 04' 25" Ouest
- Point B : 14° 51' 00" Nord, 20° 04' 25" Ouest
- Point C : 14° 55' 00" Nord, 20° 00' 00" Ouest
- Point D : 15° 10' 00" Nord, 19° 51' 30" Ouest
- Point E : 15° 25' 00" Nord, 19° 44' 50" Ouest
- Point F : 15° 40' 00" Nord, 19° 38' 30" Ouest
- Point G : 15° 55' 00" Nord, 19° 35' 40" Ouest
- Point H : 16° 04' 05" Nord, 19° 33' 30" Ouest

Le point H correspond au tripoint avec la Mauritanie.